# Zandwacht
Zandwacht is een aan de Nederlandse kust gelegen kunstwerk op het Maasvlaktestrand bij de Tweede Maasvlakte ontworpen door kunstenaarscollectief Observatorium. Het beeld heeft een oppervlakte van 20 bij 40 meter en een hoogte van 12 meter en is gemaakt van extra sterk zandkleurig beton.
Het sculptuur werd bekostigd door Boskalis, Van Oord en het Havenbedrijf Rotterdam in opdracht van het Havenbedrijf. De realisatie van het kunstwerk markeerde de afronding van de bouw aan Maasvlakte 2.

## Inspiratie
We hebben ons laten inspireren door de manier waarop zand opwaait, de baan die het door de lucht beschrijft en hoe het weer neerdaalt. De Zandwacht toont een bevroren moment van hoe het landschap zichzelf vormt. Het is een in beton gegoten tekening in het duinlandschap die drie stadia van de vorming van het duin visualiseert. Doordat de Zandwacht bestaat uit een groot aantal elementen van verschillende grootte is het een complexe structuur. Door het grote oppervlak kun je door het object dwalen en zie je de Zandwacht en de omgeving steeds in een ander perspectief. De Zandwacht nodigt uit om stil te staan en te genieten van het weidse panorama. Het kunstwerk brengt een menselijke maat in een haast oneindig landschap van zand, zee en terminals.—  Geert van de Camp, een van de leden van Observatorium